# عائلة برونتي

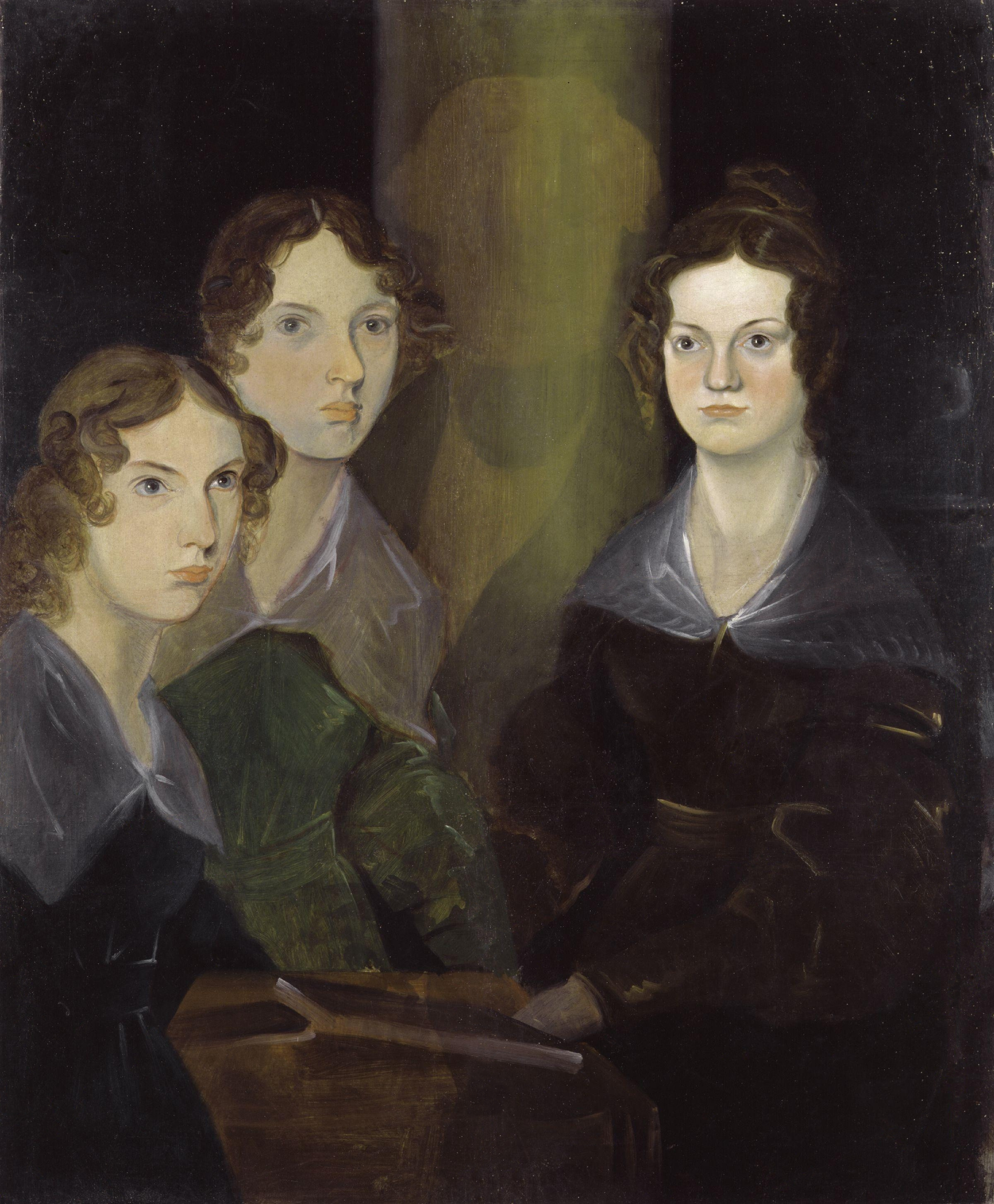

كانت عائلة برونتي عائلة أدبية من القرن التاسع عشر، وُلدت العائلة في قرية ثورنتون، وانتقلت لاحقًا إلى هاوورث في ويست رايدينغ أوف يوركشاير في إنكلترا.
يُعرَف عن الأخوات شارلوت (1816-1855)، وإيميلي (1818-1848)، وآن (1820-1849) بأنهنّ شاعرات، وروائيات، ومثل حال العديد من الكاتبات المعاصرات، كُنّ ينشرن قصائدهنّ، ورواياتهنّ تحت أسماء ذكور مستعارة هي كورير، وإليس، وأكتون بيل.
جذبت قصصهنّ الانتباه بسرعة بسبب شغفها، وأصالتها، وقد كانت رواية تشارلوت «جين آير» أول ما عرف النجاح، في حين تأخر قبول رواية إيميلي «مرتفعات ويذرينغ»، ورواية آن «نزيل قاعة ويلدفيل»، وغيرها من الأعمال بأنها من روائع الأدب.
كان للأخوات الثلاث أخ هو برانويل (1817-1848)، وكانوا مقربين جدًا، فقد طوّروا مخيّلاتهم خلال طفولتهم من خلال سرد القصص الشفوية، والمسرحيات في عالم خيالي معقد، من ثم عبر تعاونهم على كتابة قصص معقدة جدًا.
كان لوفاة والدتهم أولًا، ثم الأختان الكبيرتان، ونشوئهنّ في عزلة نسبية أثرًا عميقًا على كتاباتهنّ.

## أصل الاسم (1830-1852)
عند تتبع عائلة برونتي سنصل إلى العشيرة الأيرلندية أون برونتاي، والتي تعني حرفيًا سلالة برونتاتش، وقد كانت عائلة كُتّاب وأدباء في فيرمانغ.
وفي مرحلة ما أقر والد الأخوات، وهو باتريك برونتي، اللفظ البديل المترافق مع العلامة اللاتينية على الحرف الأخير مما يجعل الاسم يحتوي على مقطعين. من غير المعروف السبب الذي دفعه للقيام بذلك، وإحدى النظريات أنه ربما كان يرغب في إخفاء أصوله المتواضعة.

## أفراد من عائلة برونتي

### باتريك برونتي
ولد باتريك برونتي (من 17 مارس 1777 حتى 7 يونيو 1861)، وهو والد الأخوات برونتي، في لوبريكلاند، مقاطعة داون، في أيرلندا، لعائلة من عمال المزارع.
كان شابًا لامعًا، وحصل على منحة دراسية في كلية سانت جون في جامعة كامبريدج، وحصل فيها على بكالوريوس في الآداب، كما أنه ألّف كتاب قصائد «الكوخ» في عام 1811، و«المنزل الريفي» في 1814، والعديد من المنشورات، والمقالات، والقصائد الريفية.
تزوج من ماريا برانويل في عام 1812، وكانت تبلغ من العمر 29 عامًا، وكان لديهم ستة أطفال، وبعد وفاة زوجته في عام 1821، ساعدته أخته إليزابيث برانويل في تربية الأطفال، وقد كان ذكيًا، وكريمًا معهم، واعتنى شخصيًا بتعليمهم، واشترى لهم جميع الكتب، والألعاب التي طلبوها منه، ومنحهم حرية كبيرة، وحبًا غير مشروط، لكنه مع ذلك عكّر حياتهم بسبب عاداته الغريبة، ونظرياته الخاصة عن التعليم.
بعد عدة محاولات فاشلة في البحث عن زوجة جديدة، أمضى باتريك وقته في زيارة المرضى، والفقراء، وإلقاء الخطب، تاركًا الأخوات الثلاث إيميلي، وتشارلوت، وآن، وأخوهم برانويل وحدهم مع عمتهم، وخادمة، هي تابيثا أيكرويد (تابي) التي ردّدت كثيرًا الأساطير المحلية أثناء إعداد وجبات الطعام للعائلة.
توفي في عام 1861 بعد وفاة تشارلوت بست سنوات عن عمر يناهز 84 عامًا.

## ماريا (ني برانويل)
ماريا برونتي (أو ني برانويل) هي زوجة باتريك (15 أبريل 1783 - 15 سبتمبر 1821)، نشأت في بينزانس، كورنوال، ترعرعت في عائلة من الطبقة المتوسطة، وتوفيت عن عمر يناهز 38 عامًا بسرطان الرحم.

## إليزابيث برانويل
بعد وفاة ماريا، الأخت الصغرى لإليزابيث، وصلت إليزابيث برانويل (من 2 ديسمبر 1776 حتى 29 أكتوبر 1842) من بينزانس في عام 1821، وكانت تبلغ من العمر 45 عامًا، من أجل مساعدة باتريك في رعاية الأطفال، وكانت تُعرف باسم «العمة برانويل».
كانت العمة برانويل هي التي علّمت الأطفال الحساب، والأبجدية، وكيفية الخياطة، والتطريز، والتطريز المتشابك، وقدمت لهم الكتب، وكانت شخصًا كريمًا، وكرّست حياتها لشقيقاتها، وابن أخيها، ولم تتزوج. 
توفيت بسبب انسداد الأمعاء في أكتوبر 1842، بعد معاناة قصيرة، وفي وصيتها الأخيرة، تركت العمة برانويل لأخواتها الثلاث مبلغًا كبيرًا يبلغ 900 جنيه إسترليني (حوالي 95700 جنيه إسترليني بعملة 2017)، مما سمح لهم بالاستقالة من وظائفهم ذات الأجور المتدنية كمربيات، ومدرّسات.

## الأطفال
وُلدت ماريا (1814-1825)، وهي البنت الأكبر، في كلوف هاوس، هاي تاون، في 23 أبريل 1814. عانت من الجوع والبرد والحرمان في مدرسة كوان بريدج. عادت من المدرسة مصابة بحالة متقدمة من مرض السل، وتوفيت في هاوورث عن عمر يناهز 11 عامًا في 6 مايو 1825.
انضمت إليزابيث (1815-1825)، الطفلة الثانية، إلى أختها ماريا في مدرسة كوان حيث عانت من نفس المصير، وتوفيت في 15 يونيو 1825 عن عمر يناهز 10 سنوات.
شارلوت (1816-1855)، ولدت في ماركت ستريت ثورنتون، بالقرب من برادفورد، في 21 أبريل 1816، كانت شاعرة وروائية ومؤلفة جين آير، وهي أشهر أعمالها، وكتبت ثلاث روايات أخرى، وتوفيت في 31 مارس 1855 قبل بلوغها سن التاسعة والثلاثين.
وُلد باتريك برانويل (1817-1848) في ماركت ستريت ثورنتون في 26 يونيو 1817، وكان معروفًا باسم برانويل، وكان رسّامًا وكاتبًا، وتوفي في هاوورث في 24 سبتمبر 1848 عن عمر يناهز 31 عامًا.
إيميلي جين (1818-1848)، من مواليد ماركت ستريت ثورنتون، 30 يوليو 1818، كانت شاعرة وروائية، وتوفيت في هاوورث في 19 ديسمبر 1848 عن عمر يناهز 30 عامًا. كانت مرتفعات ويذرينغ هي روايتها الوحيدة.
آن (1820-1849)، ولدت في ماركت ستريت ثورنتون في 17 يناير 1820، وكانت شاعرة وروائية، وتوفيت في 28 مايو 1849 في سكاربورو بعمر 29 سنة.

## التعليم

### التعليم المبكر
واجه باتريك برونتي العديد من التحديات في سبيل تعليم بناته، فقد كان من الطبقة الوسطى، وكان أحد الحلول هو المدارس التي تخفّض رسومها إلى الحدود الدنيا (تُسمى بالمدارس الخيرية)، وبذلك اختار برونتي مدرسة ويلسون.

## مدرسة كوان بريدج
في عام 1824، التحقت الفتيات الأكبر سناً (باستثناء آن) بمدرسة بنات رجال الدين في كوان بريدج، وفي العام التالي، أصيبت ماريا وإليزابيث بمرض خطير، وتركتا المدرسة،  لكنهما توفيتا بعد ذلك بفترة قصيرة، وفي غضون أسابيع قليلة عن بعضهما البعض في 6 مايو، وفي 15 يونيو 1825. 
ثم تركت شارلوت وإيميلي المدرسة وعادتا إلى هاوورث، وكان فقدانهمّ لأخواتهنّ صدمةً ظهرت بشكل واضح في كتابات شارلوت. 
كان مرض السل، الذي أصاب ماريا وإليزابيث في عام 1825، هو السبب النهائي لوفاة ثلاثة من عائلة برونتي الباقين على قيد الحياة: برانويل في سبتمبر 1848، وإميلي في ديسمبر 1848، وأخيرًا، آن بعد خمسة أشهر في مايو 1849.

## جون برادلي
وظّف برونتي في عام 1829 جون برادلي (الذي كان فنانًا يسكن في الجوار) كمعلم رسم للأطفال، ويُعتقد بأنه عزّز حماس برانويل على الإقبال على الفن، والعمارة.

## مدرسة الآنسة وولر
في عام 1831، التحق شارلوت البالغ من العمر 14 عامًا في مدرسة الآنسة وولر في رو هيد، ميرفيلد. 
كان من الممكن أن يرسل باتريك ابنته إلى مدرسة أقل تكلفة في كيغلي بالقرب من المنزل، لكن الآنسة وولر وشقيقاتها كنّ يتمتعن بسمعة طيبة. 
أظهرت مارغريت وولر حبّها وعنايتها للأخوات، ورافقت شارلوت إلى مذبحها عند زواجها، وكان اختيار باتريك للمدرسة ممتازًا، فقد كانت شارلوت سعيدة هناك ودرست جيدًا، وكان لها العديد من الأصدقاء الذين استمروا معها طوال تلك الفترة، وخاصة إلين نوسي، ثم عادت شارلوت من رو هيد في يونيو 1832، وفقدت صديقاتها، لكنها كانت سعيدة بالعودة إلى أسرتها.
بعد ثلاث سنوات عملت شارلوت في نفس المدرسة، ورافقتها أختها إيميلي لمتابعة دراستها، التي غطّت شارلوت رسومها جزئيًا.
كانت إميلي في السابعة عشرة من العمر، وكانت هذه هي المرة الأولى التي تغادر فيها هاوورث منذ مغادرتها كووان بريدج في 29 يوليو 1835.

## تطورهنّ الأدبي
اهتم الأطفال بالكتابة منذ سن مبكرة، في البداية من أجل اللعب، وتحوّل ذلك لاحقًا إلى شغف، وفي ديسمبر 1827 بدأت أفكارهم تأخذ الشكل المكتوب، في البداية كانت تُكتب قصصهم في كتب صغيرة، بحجم علبة ثقاب، وتُربطت بخيوط، وكانت الصفحات مليئة بكلمات ذات حجم صغير، ومتقاربة، وبأحرف كبيرة، وبدون علامات ترقيم، ومزيّنة برسومات توضيحية، وخرائط تفصيلية، ومخططات ومناظر طبيعية، وقد كانت الفكرة من استخدام هذا الحجم هي ليتمكن الجنود من حملها معهم، وقراءتها، ومع الوقت نضجت تخيلات الأطفال، وتعقّدت قصصهم، وزاد ذلك عبر قراءتهم للمجلات الأسبوعية أو الشهرية الثلاث التي اشترك والدهم فيها، والصحف اليومية التي كان يشتريها دائمًا.

## شارلوت برونتي

### الروايات
- جين آير (1847).
- شيرلي (1849).
- فيليت (1853).
- الأستاذ (1857).

## برانويل برونتي
اعتبره والده وأخواته عبقريًا، وكان ذو مواهب متعددة، واهتم بالكثير من المواضيع، وأهمها الأدب. سافر إلى لندن، لكنه لم يحصل على عمل فيها، وأدمن على الكحول، واللودانيوم (مستحضر أفيوني)، وتوفي بسبب مرض السل.

## إيميلي برونتي
سُميت بـ «أبو هول الأدب»، فقد كانت تكتب من أجل حصولها على الرضى الذاتي فقط، ومن دون أي مسعى للشهرة، وكانت خجولة جدًا.
كتبت رواية واحدة هي مرتفعات ويذرينغ، والعديد من القصائد، وعلى الرغم من أنها لم تكن مشهورة خلال حياتها، لكنها صُنّفت لاحقًا بأنها ذات مستوى أدبي عالٍ.

## آن برونتي
لم تكن مشهورة مثل أختيها، ومُنعَت روايتها الثانية نزيل قاعة ويلدفيل من إعادة النشر بعد وفاتها بطلب من أختها شارلوت، التي اعتبرت أن اختيارها للموضوع في هذا العمل كان خاطئًا، وأنها كانت قليلة الخبرة، ويُعتبر ذلك السبب الرئيسي لكونها أقل شهرة من أخواتها.
توفيت في سن ال29، ولكن نُقش بالخطأ على قبرها بأنها توفيت بعمر ال28، وكانت شارلوت هي التي لاحظت ذلك، وكانت تنوي إصلاح ذلك الخطأ، لكنه لم يُصلَح حتى استبدلته جمعية برونتي في أبريل عام 2013.

## الأحفاد
تلاشى أثر باتريك برونتي مع موت أولاده، لكن كان لشقيق باتريك أحفادًا بارزين، بما فيهم برونتي غاتنبي، الذي كان من أهم أعماله دراسة أجسام غولجي في خلايا مختلف الحيوانات، والبشر، إضافة إلى بيتر برونتي غاتنبي الذي كان المدير الطبي للأمم المتحدة.

## في الثقافة الشعبية
كان موضوع الفيلم الأمريكي ديفوشن لعام 1946، لكورتيز بيرنهاردت هو سيرة حياة الأخوات برونتي.
والفيلم الكندي ذا كارميلا موفي لعام 2017، الذي أخرجه سبنسر مايبي لعبت فيه غريس لين كونغ دور شارلوت برونتي، وكارا جي دور إيميلي برونتي.